# Retrato de un hombre levantándose de la silla
Retrato de un hombre levantándose de la silla es una pintura del maestro holandés Rembrandt, pintada en 1633. Cuelga en el Museo Taft de Arte de Cincinnati, Ohio, Estados Unidos. El retrato en óleo sobre tela mide 124 por 99 centímetros.  Está firmado y datado en 1633, y no hay duda de su autenticidad.

## Descripción
La pose del retratado es inusualmente animada, mientras se levanta, quizás para saludar al visitante-espectador o para presentarle a su mujer mostrada en la pintura pendant o pareja de la suya. El retrato y su compañero, Retrato de mujer joven con abanico, están separados desde 1793. Exposiciones ocasionales los han vuelto a reunir. Wilhelm von Bode fue el primero en notar las semejanzas en medida y composición y presentó el hombre y la mujer como conjunto en su catálogo de pinturas de Rembrandt de 1897.

## Procedencia
La pintura fue adquirida por Charles P. Taft a la familia Pourtales de París, que la había tenido en su galería privada más de cien años. Aunque el precio pagado por el cuadro no se hizo público, se informó en el London Times en el momento de la compra (ca. 1909) que costaba 500.000 dólares.